# Magniezia gardei
Magniezia gardei là một loài chân đều trong họ Stenasellidae. Loài này được Magniez miêu tả khoa học năm 1978.